# Müntschemier
Müntschemier (en francés Monsmier) es una comuna suiza del cantón de Berna, situada en el distrito administrativo del Seeland. Limita al norte con la comuna de Brüttelen, al este con Treiten, al sur con Kerzers (FR), Ried bei Kerzers (FR), Murten (FR) y Bas-Vully (FR), y al oeste con Ins.
Hasta el 31 de diciembre de 2009 situada en el distrito de Erlach.

## Turismo
- El camino de las legumbres
  - De mayo a mediados de octubre, es posible visitar libremente los cultivos de las huertas, a pie o en bicicleta. La mayor parte de los cultivos están explicados en varios paneles que los visitantes encuentran a medida que visitan el lugar.

## Ciudades hermanadas

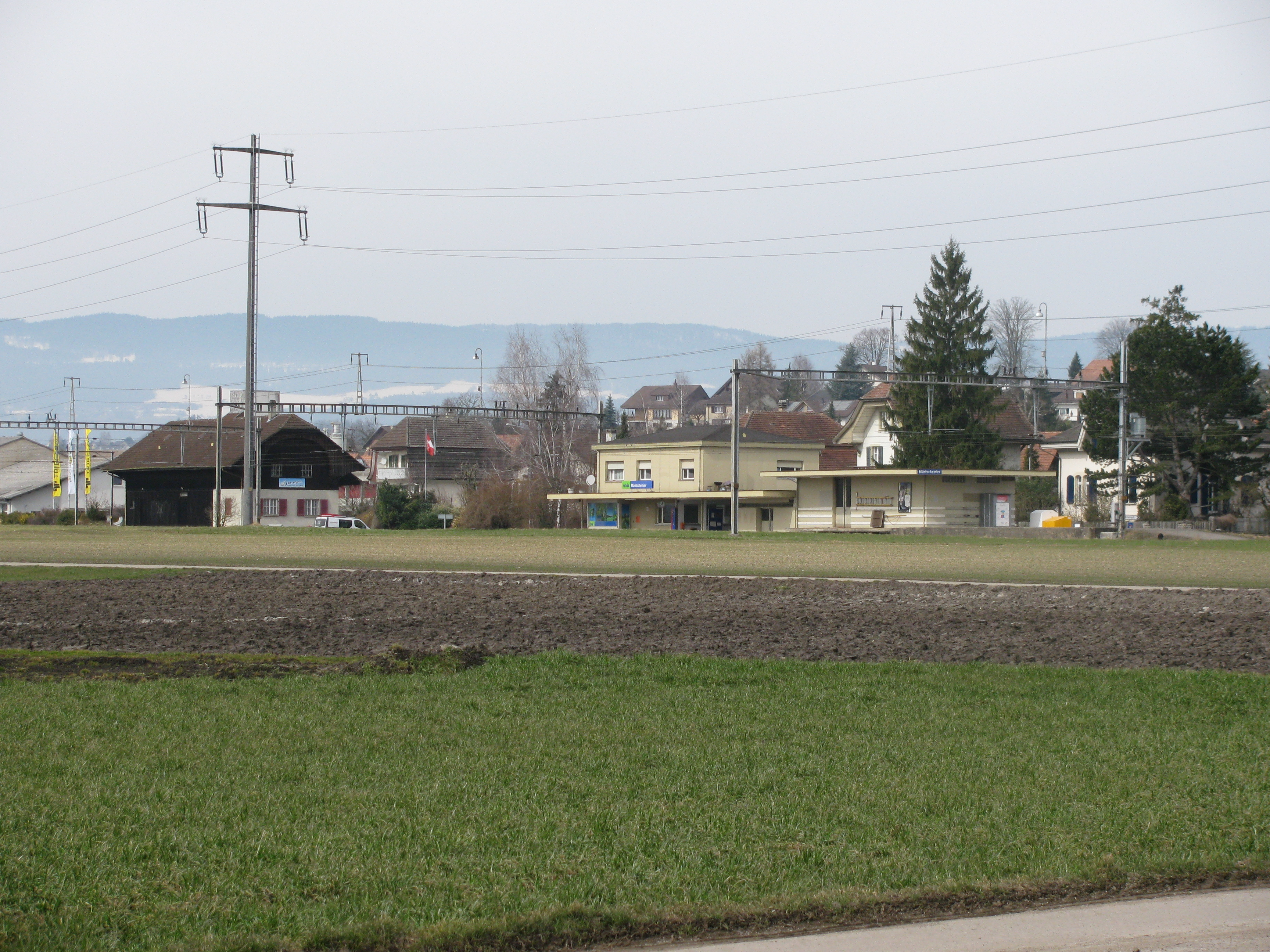
La estación de Müntschemier.

- Hardheim.

## Transporte
- Línea ferroviaria BLS: Berna - Neuchâtel